# 德氏駝背脂鯉
德氏駝背脂鯉（学名：Cyphocharax derhami），為輻鰭魚綱脂鯉目脂鯉亞目無齒脂鯉科的其中一個種，分布於南美洲秘魯Marañon及Ucayali河流域，體長可達8.9公分，棲息在底中層水域，生活習性不明。